# 495
El 495 (CDXCV) fou un any comú començat en diumenge del calendari julià.

## Esdeveniments
- El papa Gelasi I decreta que el poder espiritual és superior al polític, una doctrina coneguda com la teoria de les Dues espases.[1]
- Fundació del monestir de Shaolin.[2]

## Morts
- Barsauma bisbe metropolità de Nísibis[3]